# روز جهانی زنان
روز جهانی زنان روز بزرگداشت جهانی است که هر ساله در ۸ مارس برای بزرگداشت دستاوردهای فرهنگی، سیاسی و اجتماعی و اقتصادی زنان جشن گرفته می‌شود. این روز همچنین یک نقطه کانونی در جنبش حقوق زنان است تا توجهات را به موضوعاتی مانند برابری جنسیتی، حقوق باروری و خشونت و سوء استفاده علیه زنان جلب کند.
جنبش جهانی حق رأی زنان که در نیوزلند آغاز شده بود، از جنبش‌های کارگری در آمریکای شمالی و اروپا در اوایل قرن بیستم سرچشمه گرفته است. ظاهراً نخستین بار «روز زن» توسط حزب سوسیالیست آمریکا در نیویورک در روز ۲۸ فوریه ۱۹۰۹ سازماندهی شد. این کار الهام‌بخش نمایندگان آلمانی در کنفرانس بین‌المللی زنان سوسیالیست در سال ۱۹۱۰ بود تا پیشنهاد تخصیص «روز ویژه زنان» برای هر سال را بدهند، هرچند که آنها تاریخ مشخص برای این روز انتخاب نکردند. سال بعد اولین راهپیمایی و بزرگداشت روز جهانی زنان در سراسر اروپا برگزار شد. پس‌از اینکه زنان در سال ۱۹۱۷ در روسیه شوروی حق رأی به دست آوردند (آغاز انقلاب فوریه)، روز ۸ مارس به‌عنوان تعطیلات ملی شناخته شد. متعاقباً آن تاریخ توسط جنبش سوسیالیستی و کشورهای کمونیستی جشن گرفته شد. این روز تا زمان تصویب توسط جنبش جهانی فمینیستی در اواخر دهه ۱۹۶۰ با جنبش‌ها و دولت‌های چپ افراطی در پیوند انگاشته می‌شد. روز جهانی زنان پس‌از تصویب آن توسط سازمان ملل در سال ۱۹۷۷ به یک جریان اصلی جهانی تبدیل شد.
این روز در ابتدا به‌عنوانِ یک رویدادِ سیاسیِ سوسیالیستی در میانِ احزاب سوسیالیستِ آمریکا، آلمان و اروپای شرقی آغاز شد، اما بعد از مدتی در فرهنگ بسیاری از کشورها آمیخته شد. روز بین‌المللی زنان در برخی از مناطق، رنگ و بوی سیاسی خود را از دست داده و تبدیل به مناسبتی برای مردان شده تا عشقِ خود را به زنان نشان دهند و آمیزه‌ای از روز مادر و روز ولنتاین شده است. با این حال در مناطقی دیگر، اصل سیاسی و زمینهٔ حقوق بشری که توسط سازمان ملل متحد تعیین شده، اجرا می‌شود و آگاهیِ سیاسی و اجتماعی از مبارزاتِ زنان در سراسر جهان به ارمغان می‌آورد. سازمان ملل هم از سال ۱۹۷۷ این روز را به‌عنوانِ «روز حقوق زنان و صلح بین‌المللی» به‌رسمیت می‌شناسد.
نخستین بزرگداشت روز زنان، در سال ۱۹۰۹ به عنوان یک رویداد سیاسی سوسیالیستی برگزار شد. این مراسم حاصل آمیختگی فرهنگ چندین کشور و در درجهٔ اول کشورهای اروپایی به ویژه بلوک شرق بود. این روز در سال ۱۹۱۷ در اتحاد جماهیر شوروی یک مناسبت ملی اعلام شد و به دیگر کشورهای همسایه نیز سرایت یافت. در حال حاضر در بسیاری از کشورها این روز جشن گرفته می‌شود.
روز جهانی زنان به شکل‌های گوناگون در سراسر جهان گرامی داشته می‌شود. در چندین کشور این روز تعطیل رسمی است و در کشورهای دیگر به صورت بزرگداشت‌های اجتماعی برگزار می‌شود. دیده‌بان سازمان ملل این روز را در رابطه با موضوعات و کارزارها خاص در حقوق زنان می‌شناسد. گیاه حساس (یا حساسه یا درخت گل ابریشم)، نمادی از جشن روز زنان در کشورهای ایتالیا و روسیه است. همچنین گل میموزا یکی از نمادهای این روز است.

## پیشینه

### ریشه‌ها
نخستین مراسم روز زن در ۲۸ فوریهٔ سال ۱۹۰۹ در نیویورک آمریکا برگزار شد. این مراسم توسط حزب سوسیالیست آمریکا، برای یادبود اعتصاب «اتحادیه جهانی زنان کارگر صنایع پوشاک» در سال ۱۹۰۸ سازمان یافت. با وجود ادعاهای بعدی، اعتصاب خاصی در ۸ مارس اتفاق نیفتاده بود.
در اوت ۱۹۱۰، یک کنفرانس بین‌المللی زنان سوسیالیست پیش از نشست عمومی انترناسیونال دوم سوسیالیست در کپنهاگ، دانمارک تشکیل شد. نمایندگان آلمانی، کلارا زتکین، کیت دانکر، پائولا تید و دیگران با الهام از سوسیالیست‌های آمریکایی، پیشنهاد کردند که یک «روز زن» سالانه پایه‌گذاری شود. آنها تاریخ مشخصی برای این روز مشخص نکردند. ۱۰۰ نماینده، به نمایندگی از ۱۷ کشور، با این ایده به عنوان راهبردی برای ارتقای حقوق برابر، از جمله حق رأی زنان، موافقت کردند.
سال بعد، در ۱۹ مارس ۱۹۱۱، نخستین روز جهانی زنان در بزرگداشت زنانگی توسط بیش از یک میلیون نفر در اتریش، دانمارک، آلمان و سوئیس برگزار شد. تنها در اتریش و مجارستان، ۳۰۰ تظاهرات برگزار شد، در سرتاسر اروپا، زنان خواستار حق رأی و تصدی مناصب دولتی بودند و به تبعیض جنسیتی شغلی اعتراض کردند.
روز جهانی زنان در ابتدا تاریخ مشخصی نداشت، اگرچه معمولاً در اواخر فوریه یا اوایل مارس جشن گرفته می‌شد. آمریکایی‌ها به برگزاری «روز ملی زنان» در آخرین یکشنبه ماه فوریه ادامه دادند، در حالی که روسیه روز جهانی زنان را برای نخستین بار در سال ۱۹۱۳، در آخرین شنبه فوریه (بر اساس گاه‌شماری ژولینی، که در تقویم میلادی، تاریخ ۸ مارس بود) برگزار می‌کرد. در سال ۱۹۱۴، روز جهانی زنان در ۸ مارس برای اولین بار در آلمان برگزار شد. مانند دیگر نقاط جهان، زنان آلمانی به دنبال حق رای زنان بودند که تا سال ۱۹۱۸ موفق به برخورداری از آن نشدند. همزمان، راهپیمایی در لندن در حمایت از حق رای زنان برگزار شد که طی آن سیلویا پانکهورست در مقابل ایستگاه چارینگ کراس در راه سخنرانی در میدان ترافالگار دستگیر شد.

### روز جهانی زنان در اتحاد جماهیر شوروی و سایر کشورهای کمونیستی
در ۸ مارس ۱۹۱۷ (۲۳ فوریه ۱۹۱۷، بر اساس گاه‌شماری ژولینی)، در پتروگراد، زنان کارگر بافنده تظاهراتی را آغاز کردند که در نهایت تمام شهر را فرا گرفت. این زنان خواستار «نان و صلح»، پایان دادن به جنگ جهانی اول، کمبود مواد غذایی و پایان تزاریسم بودند. این حرکت آغاز انقلاب فوریه بود که در کنار انقلاب اکتبر، انقلاب دوم روسیه را تشکیل می‌داد. رهبر انقلاب لئون تروتسکی نوشت: «۲۳ فوریه (۸ مارس) روز جهانی زنان بود و جلسات و اقداماتی پیش‌بینی شده بود. اما ما تصور نمی‌کردیم که این «روز زن» باشد که انقلاب را آغاز می‌کند. اقدامات انقلابی اما بدون تاریخ پیش‌بینی شده بود. اما صبح، علی‌رغم دستورهای مخالف، کارگران نساجی کار خود را در چندین کارخانه رها کردند و نمایندگانی را برای درخواست حمایت از اعتصاب فرستادند… که منجر به اعتصاب گسترده شد… همه به خیابان رفتند. هفت روز بعد، تزار نیکلای دوم استعفا داد و دولت موقت به زنان حق رای داد.
در سال ۱۹۱۷، پس از انقلاب اکتبر، بلشویک‌ها، الکساندرا کولونتای و ولادیمیر لنین، روز جهانی زنان را در اتحاد جماهیر شوروی تعطیل رسمی کردند. در ۸ مه ۱۹۶۵، هیئت رئیسه شورای عالی اتحاد جماهیر شوروی، روز جهانی زنان را به عنوان یک روز غیر کاری در اتحاد جماهیر شوروی تعطیل کردند
پس از پذیرش رسمی آن در روسیه شوروی، روز جهانی زنان عمدتاً در کشورهای کمونیستی و توسط جنبش کمونیستی در سراسر جهان جشن گرفته شد. چینی‌ها این تعطیلات را در سال ۱۹۲۲ آغاز کردند، و این روز خیلی زودی در طیف سیاسی مورد توجه قرار گرفت: در سال ۱۹۲۷، گوانگ‌ژو شاهد راهپیمایی ۲۵۰۰۰ زن و حامیان مرد این جنبش، از جمله نمایندگان کومینتانگ، YWCA، و سازمان‌های کارگری بود. پس از پایه‌گذاری جمهوری خلق چین در ۱ اکتبر ۱۹۴۹، شورای دولتی در ۲۳ دسامبر اعلام کرد که ۸ مارس تعطیل رسمی خواهد بود و به زنان نیم روز مرخصی داده می‌شود.

### تصویب توسط سازمان ملل
روز جهانی زنان تقریباً تا سال ۱۹۶۷ که توسط فمینیست‌های موج دوم پذیرفته شد، عمدتاً یک تعطیلات کمونیستی باقی ماند. این روز مجدداً به عنوان روز کنشگری مطرح شد و گاهی در اروپا به عنوان «روز جهانی مبارزه زنان» شناخته می‌شود. در دهه‌های ۱۹۷۰ و ۱۹۸۰، چپ‌ها و سازمان‌های کارگری به گروه‌های زنان پیوستند و خواستار دستمزد برابر، فرصت‌های اقتصادی برابر، حقوق قانونی برابر، حقوق باروری، مراقبت از کودکان و جلوگیری از خشونت علیه زنان شدند.
سازمان ملل در سال ۱۹۷۵ جشن روز جهانی زنان را آغاز کرد که به عنوان سال جهانی زن اعلام شده بود. در سال ۱۹۷۷، مجمع عمومی سازمان ملل متحد از کشورهای عضو دعوت کرد تا ۸ مارس را به عنوان تعطیلی رسمی سازمان ملل برای حقوق زنان و صلح جهانی اعلام کنند. از آن زمان به بعد این روز هرساله توسط سازمان ملل متحد و بسیاری از کشورهای جهان گرامی داشته می‌شود و هر سال بر موضوع یا موضوع خاصی در زمینه حقوق زنان تمرکز دارد.
زمانی که پلیس ایران در ۴ مارس ۲۰۰۷، زمانی که صدها مرد و زن در حال برنامه‌ریزی برای تجمع روز جهانی زنان بودند مورد ضرب و شتم قرار داد و باعث خشونت در تهران شد. (پیشتر یک راهپیمایی در سال ۲۰۰۳ در تهران برگزار شده بود) پلیس ده‌ها زن را دستگیر کرد و برخی پس از چند روز سلول انفرادی و بازجویی آزاد شدند. شادی صدر، محبوبه عباسقلی‌زاده و چند تن دیگر از فعالان اجتماعی در ۱۹ مارس ۲۰۰۷ با پایان دادن به اعتصاب غذای پانزده روزه آزاد شدند.

### پذیرش توسط شرکت‌ها
در قرن بیست و یکم، روز جهانی زنان، به ویژه در غرب؛ جایی که توسط شرکت‌های بزرگ حمایت می‌شود و به جای اصلاحات اجتماعی، برای ترویج مفاهیم کلی و مبهم برابری استفاده می‌شود، مورد انتقاد قرار گرفت. تارنمای internationalwomensday.com در سال ۲۰۰۱ پایه‌گذاری شد. این تارنما موضوع سالانه و هشتگ‌هایی را تعیین می‌کند که با پروژه سازمان ملل ارتباط ندارد. در سال ۲۰۰۹، این تارنما توسط شرکت بازاریابی بریتانیایی آئورا ونتورز (Aurora Ventures) مدیریت می‌شد. این تارنما شروع به تبلیغ هشتگ‌ها به عنوان مضامین روز کرد که در سطح بین‌المللی مورد استفاده قرار گرفتند. این روز با صبحانه‌های کاری و ارتباطات رسانه‌های اجتماعی که به عقیده برخی از منتقدان اجتماعی یادآور تبریک روز مادر بود، برگزار شد.

### ۱۹۱۰ میلادی
در ماه اوت ۱۹۱۰، کنفرانس جهانی زنان قبل از جلسه عمومی سوسیالیست‌های بین‌الملل دوم در کپنهاگ دانمارک برگزار شد. با الهام از سوسیالیست‌های آمریکایی، لوییس زیتس سوسیالیست آلمانی پیشنهاد تأسیس سالانه روز بین‌المللی زن را داد و کلارا زتکین سوسیالیست پیشرو که بعدها یک رهبر کمونیست شد از او حمایت کرد، البته در آن کنفرانس روز خاصی مشخص نشد. نمایندگان که مجموعه‌ای از ۱۰۰ زن از ۱۷ کشور بودند، با این ایده برای ترویج حقوق برابر، شامل حق رای برای زنان، موافقت کردند. سال بعد در ۱۹ مارس ۱۹۱۱ روز بین‌المللی زن برای میلیون‌ها نفر در اتریش، دانمارک، آلمان و سوییس برای اولین بار شناخته شده بود. فقط در امپراتوری اتریش-مجارستان، ۳۰۰ تظاهرات برگزار شد. در وین، زنها در رینگ‌اشتراسه رژه می‌رفتند و بنرهایی به افتخار شهدای کمون پاریس حمل می‌کردند. زنان خواستار حق رای و مناصب عمومی بودند. آن‌ها همچنین نسبت به تبعیض جنسیتی در استخدام اعتراض داشتند. آمریکایی‌ها در آخرین یکشنبه فوریه روز ملی زن را به پا داشتند.

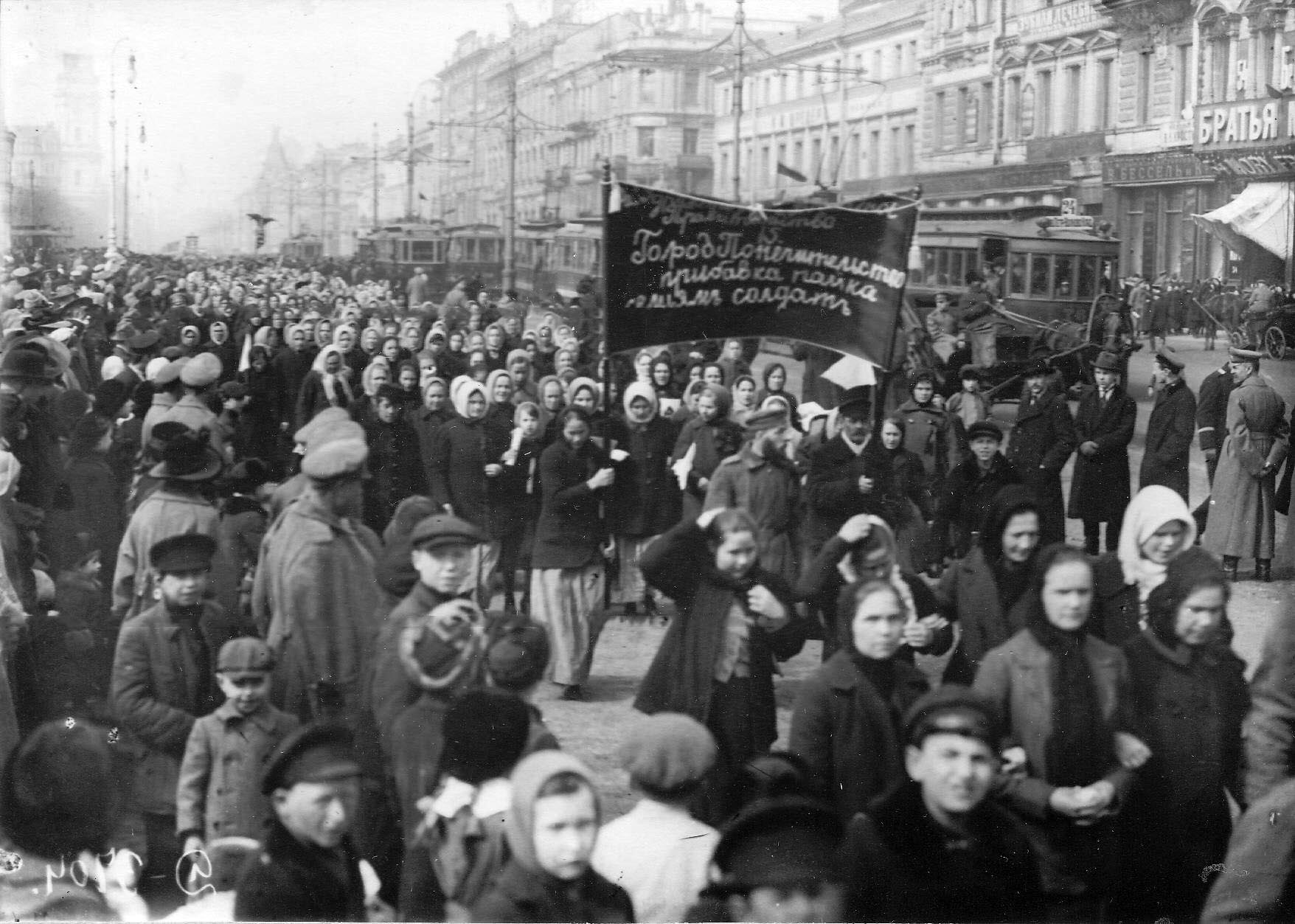
تظاهرات زنان برای نان و صلح، پتروگراد، روسیه

### ۱۹۱۳ میلادی
در ۱۹۱۳ زنان روسی اولین روزِ جهانیِ زن را در آخرین شنبهٔ فوریه (برپایهٔ گاه‌شماری ژولینی) برپا داشتند.

### ۱۹۱۴ میلادی
همچنین تا سال ۱۹۱۴، اعتصاباتی به رهبری زنان، راهپیمایی‌ها و تظاهرات دیگری وجود داشت که هیچ‌کدام از آن‌ها در ۸ مارس اتفاق نیفتاد. در ۱۹۱۴ روز جهانی زنان در ۸ مارس برگزار شد، احتمالاً به این دلیل که آن روز یکشنبه بود و در حال حاضر این روز در همه کشورها در ۸ مارس برگزار می‌شود. در سال ۱۹۱۴ برگزاری روز زن در آلمان به حق رای زنان اختصاص داده شد که البته زنان آلمانی تا سال ۱۹۱۸ این حق را به دست نیاوردند.
در ۸ مارس ۱۹۱۴ در لندن راهپیمایی از میدان بو تا ترافالگار در حمایت از حق رای زنان برگزار شد. سیلویا پنکهرست در راه میدان ترافالگار برای سخنرانی، جلوی ایستگاه چارلز کراس دستگیر شد.

### پس از ۱۹۱۷ میلادی
در ۱۹۱۷ تظاهراتی تحت عنوان روز بین‌المللی زن در سنت پترزبورگ در آخرین پنجشنبهٔ فوریه (مصادف با ۸ مارس در گاه‌شماری میلادی) برپا شد که سرآغاز انقلاب فوریه بود. در این روز، زنان در سنت پترزبورگ برای «نان و صلح» در اعتصابات شرکت کردند و خواستار پایان دادن به جنگ جهانی اول، کمبود مواد غذایی روسیه و حکومت استبدادی مطلقه شدند. لئون تروتسکی می‌نویسد: «۲۳ فوریه (۸ مارس) روز بین‌المللی زن بود و جلسات و اقدامات پیش‌بینی شده بود ولی ما تصور نمی‌کردیم که این روز زن، انقلاب به پا می‌کند. اقدامات انقلابی پیش‌بینی می‌شدند اما زمان آن‌ها مشخص نبود. برخلاف دستورها، کارگران نساجی در چندین کارخانه کارشان را رها کرده و نمایندگانشان را برای حمایت از تظاهرات فرستادند… که منجر به اعتصاب توده‌ها شد… همه به خیابان‌ها ریختند.»
پس از انقلاب اکتبر انقلابی بلشویک الکساندرا کولونتای و ولادمیر لنین، این روز را در اتحاد جماهیر شوروی مناسبتی رسمی اعلام کردند. اما تا ۱۹۶۵ یک روز غیر تعطیل بود. در ۸ می ۱۹۶۵ شورای عالی ریاست اتحاد جماهیر شوروی روز بین‌المللی زنان را یک روز تعطیل در اتحاد جماهیر شوروی اعلام کرد. «برای یادبود مقاومت و ایستادگی زنان شوروی در ساختار کمونیست، در دفاع از سرزمین مادری در جنگ بزرگ وطن، در قهرمانی و از خودگذشتگی در جلو و عقب (جبهه‌ها) و همچنین نشان دادن مشارکت عظیم زنان برای تقویت دوستی در بین مردم و تلاش برای صلح، روز زن باید مانند دیگر وقایع برپا شود.»
پس از رسمی شدن این روز در روسیه، بعد از انقلاب شوروی در ۱۹۱۷ این مراسم عمدتاً در کشورهای کمونیستی و سوسیالیستی برگزار شده است. در چین از سال ۱۹۲۲ و در اسپانیا از سال ۱۹۳۶ توسط کمونیستها برگزار شد. پس از تأسیس جمهوری خلق چین در اول اکتبر ۱۹۴۹، در تاریخ ۲۳ دسامبر، شورای دولتی اعلام کرد که روز ۸ مارس مناسبتی رسمی است و به زنان در چین نصف روز مرخصی داده خواهد شد.
در غرب، روز بین‌المللی زنان اولین بار بعد از سال ۱۹۷۷ مشاهده شد که در این تاریخ مجمع عمومی سازمان ملل دول عضو را دعوت کرد تا روز ۸ مارس را به عنوان روز سازمان ملل متحد برای حقوق زنان و صلح جهانی بنامند؛ ولی زنان اروپای شرقی که در آمریکای شمالی ساکن بودند، روز جهانی زنان را دهه‌ها پیش از این برگزار می‌کردند. در طول جنگ جهانی دوم بعضی از کشورهای غربی، بر این روز به عنوان مشارکت زنان در جنگ و شکست فاشیسم تأکید کردند. النور روزولت بزرگداشت وحدت جهانی زنان را در ستونِ «روز من» در سال ۱۹۴۴ ستایش کرد.

## بزرگداشت سالانه

### ۲۰۱۰
در روز جهانی زنان در سال ۲۰۱۰، کمیته بین‌المللی صلیب سرخ (ICRC) توجه جهانی را به سختی‌هایی که زنان آواره متحمل می‌شوند جلب کرد. جابجایی جمعیت‌ها یکی از شدیدترین پیامدهای درگیری‌های مسلحانه امروزی است که زنان را به شکل‌های گوناگون تحت تأثیر قرار می‌دهد.

### ۲۰۱۱
اگرچه بزرگداشت روز زن در سال ۲۰۱۱ در غرب اهمیت ویژه‌ای نداشت، اما رویدادهایی در بیش از ۱۰۰ کشور در ۸ مارس ۲۰۱۱ به مناسبت صدمین سالگرد روز جهانی زنان برگزار شد. در ایالات متحده، رئیس‌جمهور باراک اوباما، مارس ۲۰۱۱ را به عنوان " ماه تاریخ زنان " اعلام کرد و از آمریکایی‌ها خواست تا با تأمل در مورد "دستاوردهای خارق العاده زنان" در شکل‌دادن به تاریخ کشور، روز زنان را جشن بگیرند. هیلاری کلینتون، وزیر امور خارجه، «ابتکار ۱۰۰ زن: توانمندسازی زنان و دختران از طریق مبادلات بین‌المللی» را در آستانه روز جهانی زنان راه اندازی کرد. در آستانه روز جهانی زنان در سال ۲۰۱۱، صلیب سرخ از دولت‌ها و دیگر نهادها خواست از تلاش‌های خود برای جلوگیری از تجاوز جنسی و سایر اشکال خشونت جنسی که سالانه به زندگی و حیثیت زنان بی شماری در سراسر جهان لطمه می‌زند، دست برندارند.
استرالیا یک سکه ۲۰ سنتی به مناسبت صد سالگی روز جهانی زنان ضرب کرد.
در چارچوب انقلاب مصر، در میدان تحریر قاهره، صدها مرد برای آزار و اذیت زنانی که برای دفاع از حقوق خود راهپیمایی می‌کردند، بیرون آمدند. پلیس مصر و ارتش هیچ کاری برای متوقف کردن این مردان انجام ندادند و تنها به تماشا ایستادند.

### ۲۰۱۲
آکسفام آمریکا از مردم دعوت کرد تا با ارسال یک کارت الکترونیکی رایگان روز جهانی زنان را با تجلیل از زنانی که در مبارزه با گرسنگی و فقر تلاش کرده‌اند و الهام‌بخش زنان در زندگی‌شان بوده‌اند را جشن بگیرند.
به مناسبت روز جهانی زنان در سال ۲۰۱۲، کمیته بین‌المللی صلیب سرخ خواستار اقدامات بیشتر برای کمک به مادران و همسران افرادی شد که در جریان درگیری‌های مسلحانه مفقود شده‌اند. اکثریت قریب به اتفاق افرادی که در ارتباط با درگیری ناپدید می‌شوند مرد هستند. بسیاری از این زنان علاوه بر غم و اندوه ناشی از ندانستن این که چه بر سر شوهر یا پسر گمشده آمده است، با مشکلات اقتصادی روبرو هستند. کمیته بین‌المللی صلیب سرخ بر وظیفه طرف‌های درگیر در جستجوی مفقودان و ارائه اطلاعات به خانواده‌ها تأکید کرد.

### ۲۰۱۳
موضوع روز جهانی زنان در سال ۲۰۱۳ «قول، قول است: زمان اقدام پایان دادن به خشونت علیه زنان» بود.کمیته بین‌المللی صلیب سرخ (ICRC) توجه خود را به وضعیت اسفناک زنان در زندان جلب کرد.
گزارش شده است که ۷۰ درصد از زنان در سراسر جهان نوعی خشونت فیزیکی و/یا جنسی را در زندگی خود تجربه می‌کنند. ایرینا بووکا، مدیر کل یونسکو در روز جهانی زنان در سال ۲۰۱۳، اظهار داشت که برای «توانمندسازی زنان و تضمین برابری، ما باید هر گونه خشونت را هر بار که رخ می‌دهد به چالش بکشیم.» با توجه به افزایش خشونت علیه زنان و به دنبال حمله وحشیانه به ملاله یوسف زی در اکتبر ۲۰۱۲، سازمان ملل توجه خود را بر پایان دادن به خشونت علیه زنان متمرکز کرد و این موضوع را به عنوان موضوع کانونی روز جهانی زنان در سال ۲۰۱۳ قرار داد. یونسکو اذعان کرد که خشونت علیه دختران جوان یکی از دلایل اصلی عدم حضور دختران در مدرسه است و متعاقباً با دولت‌های سراسر جهان برای حمایت از حقوق زنان در ارائه آموزش با کیفیت در یک محیط امن همکاری کرد.

### ۲۰۱۴
بیانسه خواننده آمریکایی ویدئویی به مناسبت روز جهانی زنان در حساب کاربری یوتیوب خود منتشر کرد. در سرتاسر ویدیو، آهنگ «بی عیب و نقص» او پخش می‌شود که شامل بخشی از سخنرانی «همه باید فمینیست باشیم» از نویسنده چیماماندا نگوزی آدیچی است.

### ۲۰۱۵
دولت‌ها و فعالان سراسر جهان بیستمین سالگرد اعلامیه پکن را، نقشه راه تاریخی که دستور کار تحقق حقوق زنان را تعیین می‌کرد، گرامی داشتند.

### ۲۰۱۶
رئیس‌جمهور هند، شری پراناب موکرجی، گفت: «به مناسبت روز جهانی زنان، تبریک گرم و آرزوهای خوب را برای زنان هند ارسال می‌کنم و از آنها برای کمک‌هایشان در طول سال‌ها در ساختن کشورمان تشکر می‌کنم.» وزارت زنان و کودکان از راه اندازی چهار مرکز بحران یک مرحله ای دیگر در ۸ مارس، به علاوه هشت مرکز در حال حاضر در سراسر کشور خبر داد. پیش از روز زن، شرکت ملی هواپیمایی ایر ایندیا به عنوان بخشی از جشن روز جهانی زنان، طولانی‌ترین پرواز بدون توقف در جهان را انجام داد که در آن تمام عملیات پرواز توسط زنان انجام می‌شد. این پرواز از دهلی به سانفرانسیسکو، مسافتی در حدود ۱۴۵۰۰ کیلومتر را در حدود ۱۷ ساعت طی کرد.

### ۲۰۱۷
آنتونیو گوترش، دبیرکل سازمان ملل متحد، در پیامی در حمایت از روز جهانی زنان دربارهٔ چگونگی کاهش، محدود شدن و معکوس شدن حقوق زنان سخنرانی کرد. در حالی که مردان همچنان در موقعیت‌های رهبری هستند و شکاف جنسیتی اقتصادی در حال افزایش است، او خواستار تغییر «با توانمندسازی زنان در همه سطوح، امکان شنیدن صدای آنها و کنترل زندگی خود و آینده جهان ما» شد.

### ۲۰۱۸

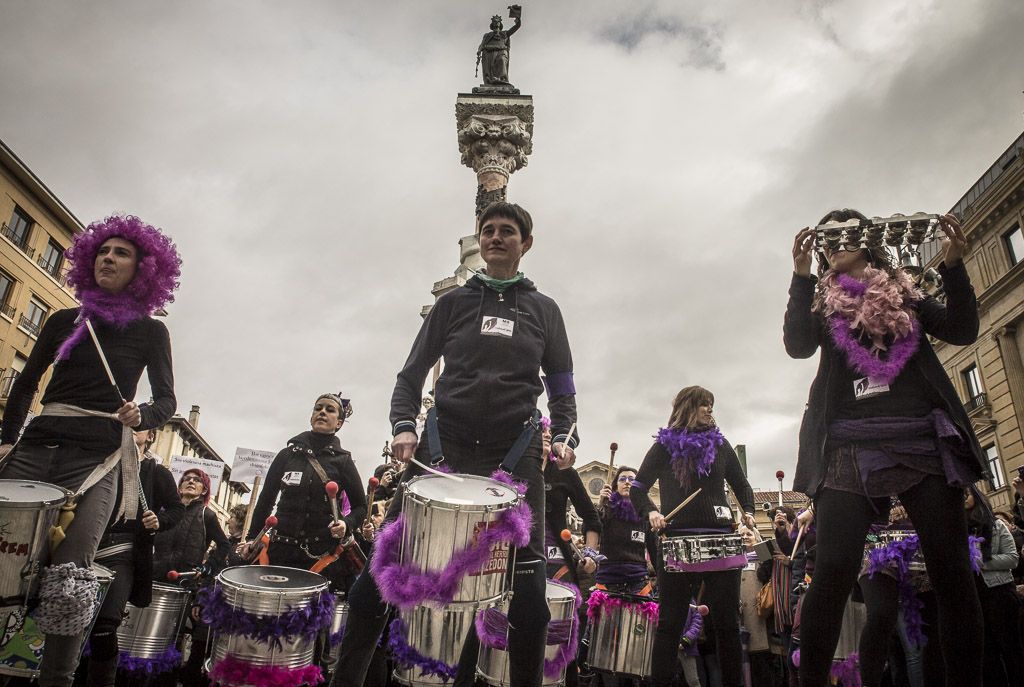
۸ می ۲۰۱۸ در پامپلونا

شعار سازمان ملل برای روز جهانی زنان در سال ۲۰۱۸: «اکنون زمانش است: فعالان روستایی و شهری زندگی زنان را متحول می‌کنند».
راهپیمایی‌های جهانی و کارزارهای آنلاین مانند # MeToo و # TimesUp که در ایالات متحده آغاز شده بودند اما در سطح جهانی به محبوبیت گسترده رسیدند، به بسیاری از زنان در نقاط مختلف جهان اجازه داد تا با بی عدالتی مقابله کنند و در مورد موضوعاتی مانند آزار و اذیت و تجاوز جنسی و شکاف پرداختی صحبت کنند.

### ۲۰۱۹

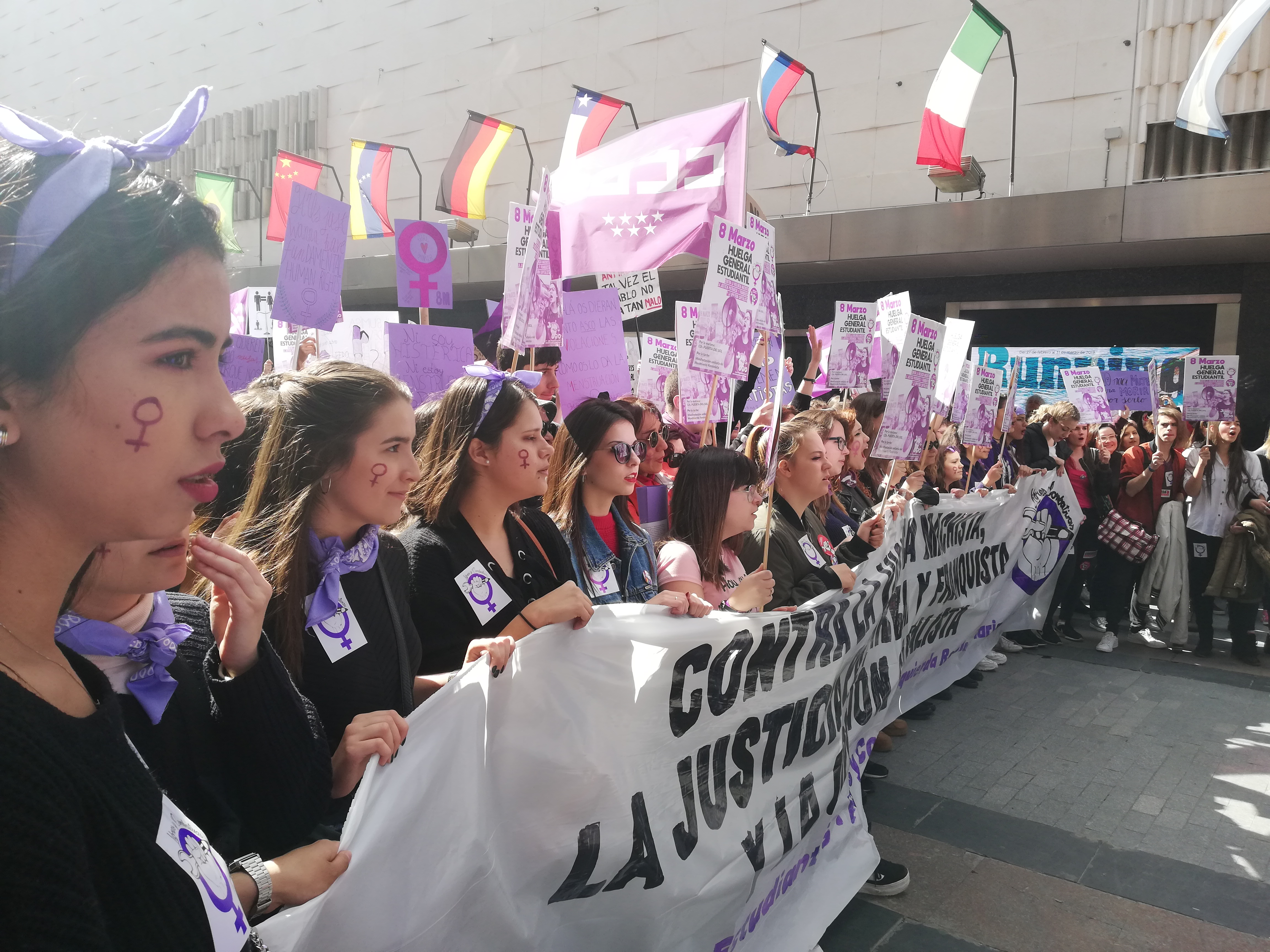
۸ می ۲۰۱۹ در اسپانیا

شعار سازمان ملل برای روز جهانی زنان در ۲۰۱۹ این بود: «مساوی بیندیشید، هوشمندانه بسازید، برای تغییر نوآوری کنید». تمرکز این موضوع بر روی راه‌های ابتکاری برای پیشبرد برابری جنسیتی و توانمندسازی زنان، به‌ویژه در حوزه‌های سامانه‌های حمایت اجتماعی، دسترسی به خدمات عمومی و زیرساخت‌های پایدار بود.
ایالت فدرال برلین برای اولین بار روز جهانی زنان را به عنوان تعطیلات رسمی اعلام کرد.

### ۲۰۲۰

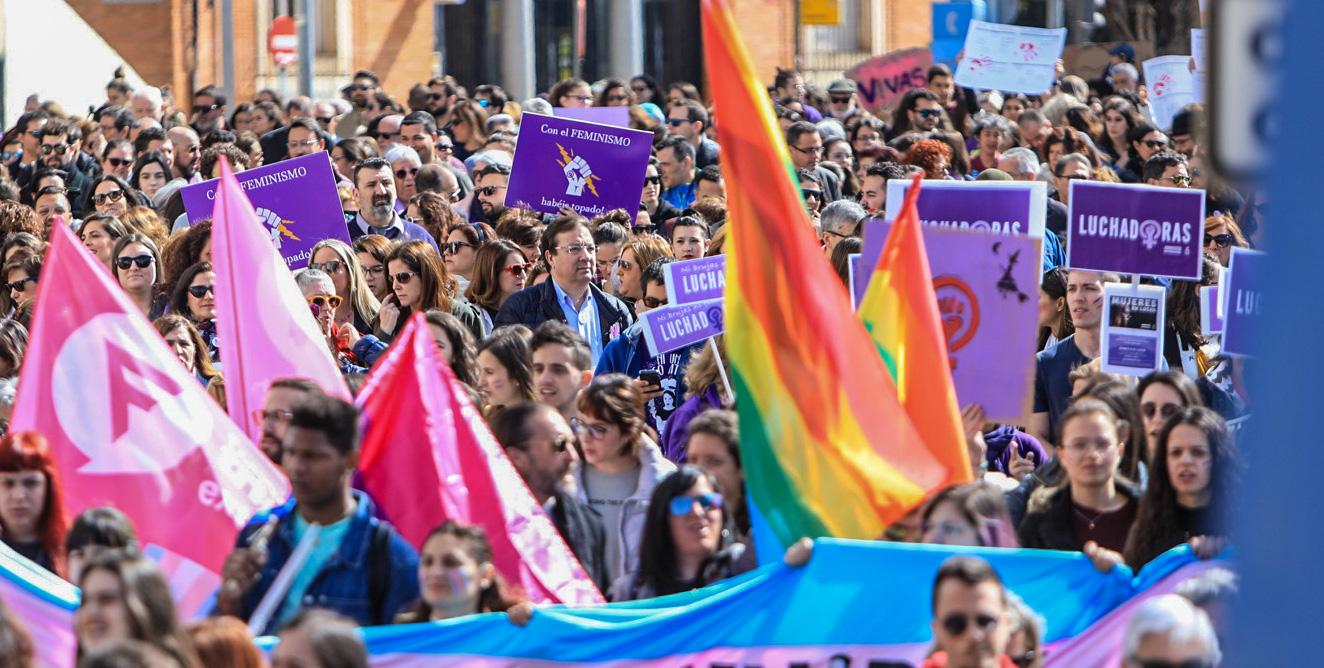
۸ می ۲۰۲۰ در اسپانیا

شعار سازمان ملل برای روز جهانی زنان در سال ۲۰۱۸ این بود: «من برابری نسل هستم: تحقق حقوق زنان». با وجود همه‌گیری کووید-۱۹، راهپیمایی‌های خیابانی در لندن، پاریس، مادرید، بروکسل، مسکو و دیگر شهرهای اروپایی برگزار شد. راهپیمایی اورات در اسلام‌آباد پس از تلاش ناموفق برای ممنوع کردن آن با توجیه غیر اسلامی بودن، با حملات سنگ پرتاب کنندگان به خشونت کشید. در بیشکک، پایتخت قرقیزستان، پلیس ده‌ها نفر از راهپیمایان را اندکی پس از حمله مردان نقابدار به راهپیمایی بازداشت کرد.

### ۲۰۲۱
موضوع بزرگداشت ۲۰۲۱ سازمان ملل متحد برای روز جهانی زنان "زنان در رهبری: دستیابی به آینده برابر در جهان COVID-19" است، و تأثیری را که دختران و زنان در سراسر جهان به عنوان کارکنان مراقبت‌های بهداشتی، مراقبان، نوآوران و سازمان دهندگان جامعه در طول دنیاگیری کووید ۱۹ داشتند برجسته می‌کند. در این سال از هشتگ‌های مرتبط با آن # IWD2021 و #InternationalWomensDay در شبکه‌های اجتماعی استفاده شد.

### ۲۰۲۲
بر اساس اتحاد ملی تاریخ زنان، سال ۲۰۲۲ دربارهٔ «زنان امیدبخش و فعال در حوزه‌های درمانی» است. جای تعجب نیست که این یک پاسخ مستقیم به همه‌گیری مداوم کووید-۱۹ است.
اتحاد ملی تاریخ زنان می‌گوید: «[این] هم ادای احترام به کار بی‌وقفه مراقبان و کارگران خط مقدم در طول این همه‌گیری مداوم است و هم به رسمیت شناختن هزاران روشی که زنان از همه فرهنگ‌ها در طول تاریخ هم شفا و هم امید ارائه کرده‌اند». سایت. امسال، به ویژه، اهمیت شفادهنده‌ها و مراقبانی که به ترویج و تداوم امید به آینده کمک می‌کنند، یادآوری می‌کنیم.

## سراسر دنیا

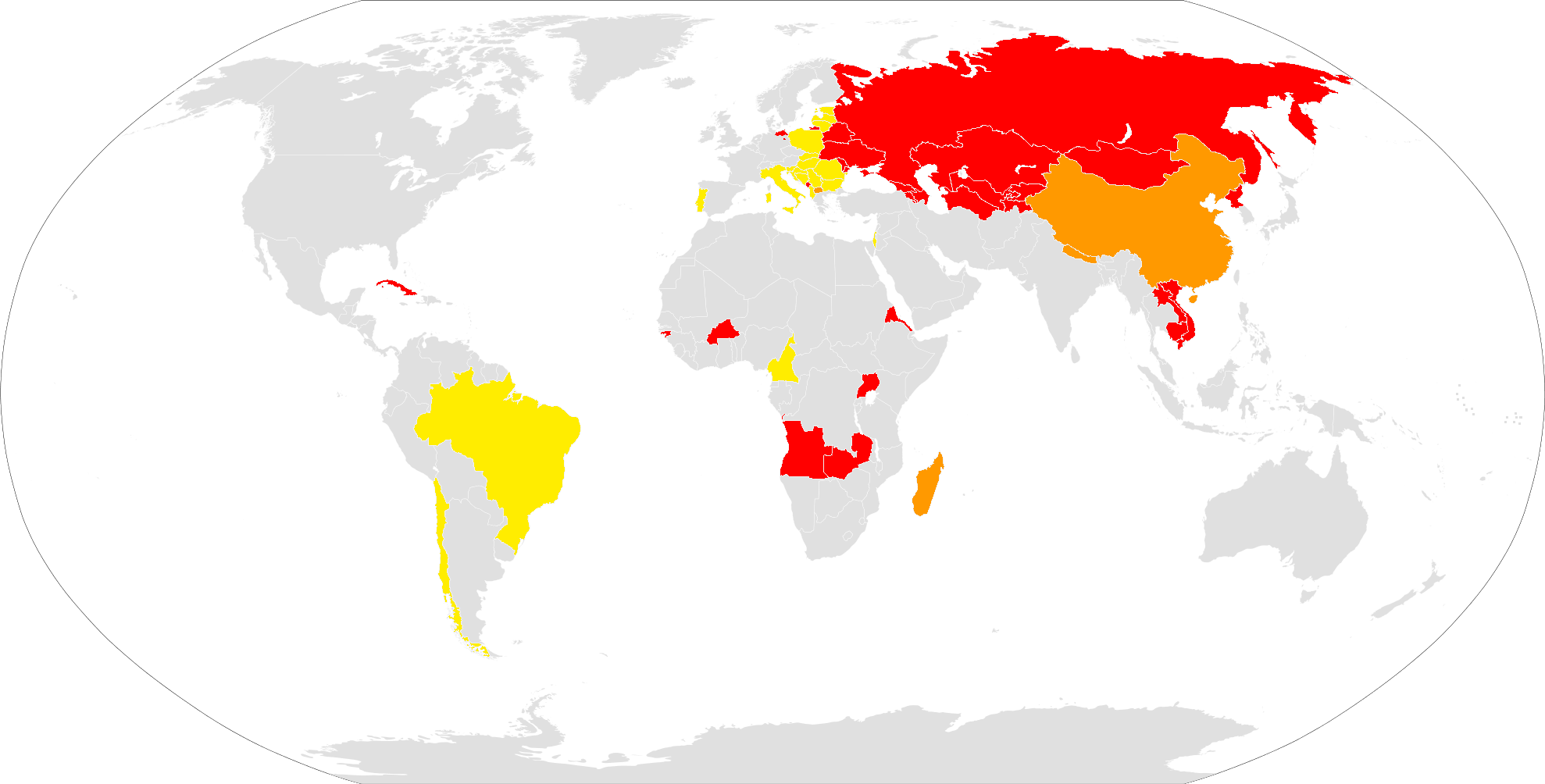
تعطیل رسمی
تعطیل برای زنان
تعطیل غیررسمی

روز جهانی زنان در چندین کشور در سراسر جهان تعطیل رسمی است، که از جمله آنها افغانستان، آنگولا، ارمنستان، آذربایجان، بلاروس، بورکینافاسو، کامبوج، چین (فقط زنان)، کوبا، گرجستان، آلمان (فقط برلین)، گینه بیسائو، اریتره، قزاقستان، قرقیزستان، لائوس، ماداگاسکار (فقط زنان)، مولداوی، مغولستان، مونته‌نگرو، نپال، روسیه، تاجیکستان، ترکمنستان، اوگاندا، اوکراین، ازبکستان، و زامبیا هستند.

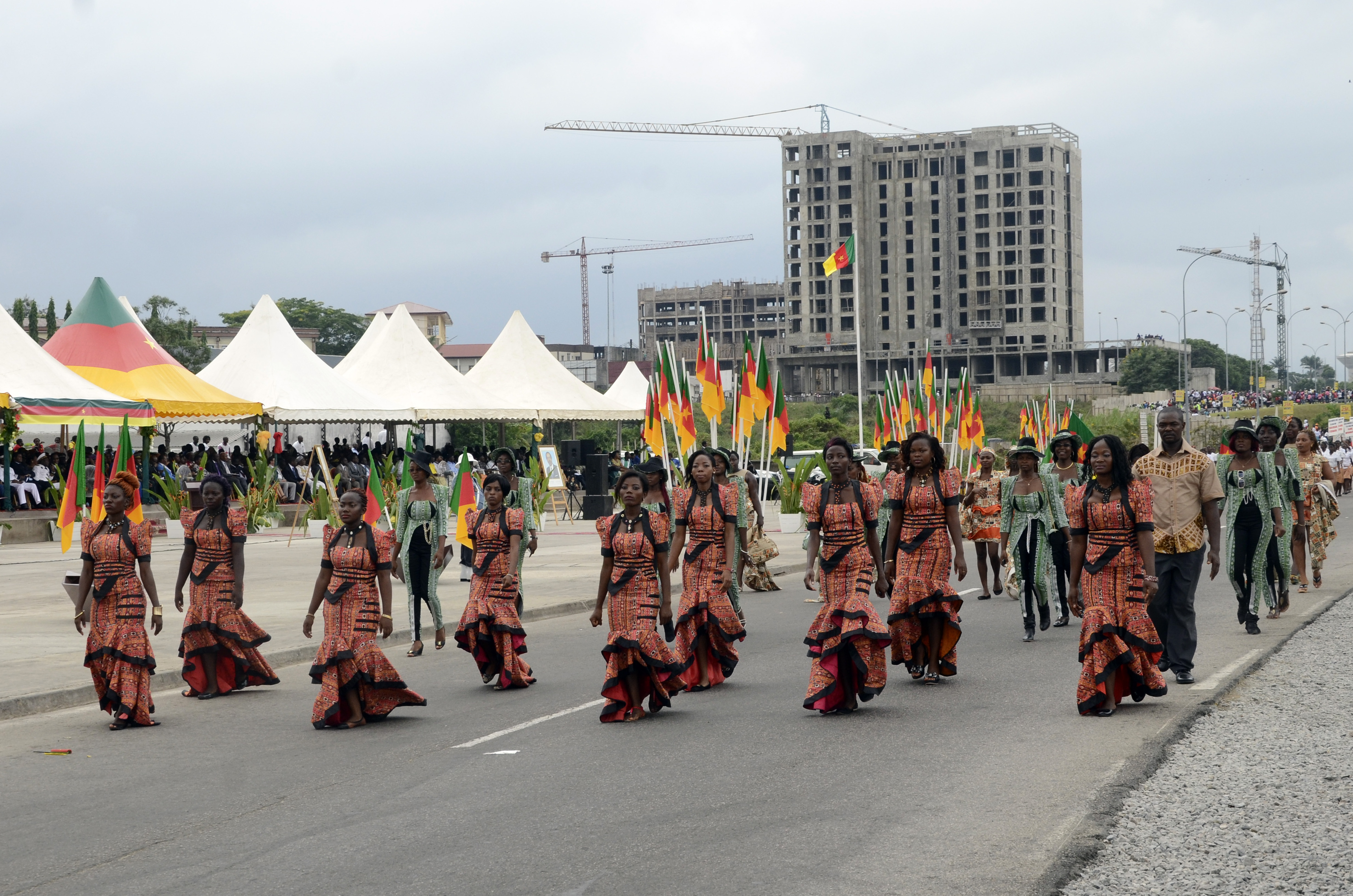
زنان در خیابان در حال جشن گرفتن روز جهانی زنان در کامرون

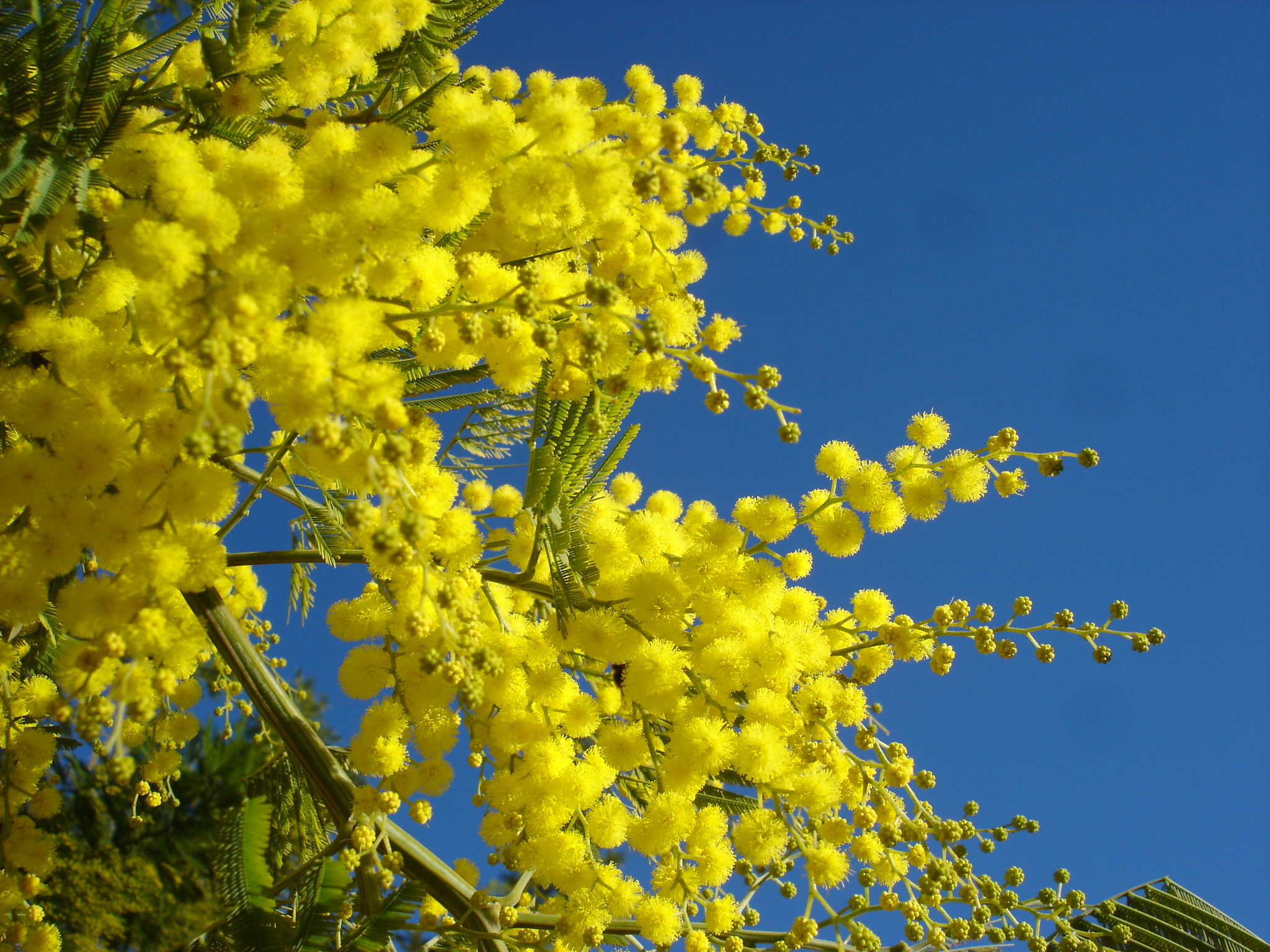
میموزای زرد نماد روز زن در اوکراین و ایتالیا است

در برخی کشورها، مانند استرالیا، کامرون، کرواسی، رومانی، بوسنی و هرزگوین، بلغارستان، ویتنام، و شیلی روز جهانی زنان تعطیل رسمی نیست، اما با این وجود به‌طور گسترده‌ای بزرگداشت می‌شود.
صرف نظر از وضعیت قانونی، در بسیاری از نقاط جهان، مرسوم است که مردان به همکاران و عزیزان زن خود گل و هدایای کوچک می‌دهند. در برخی کشورها (مانند بلغارستان و رومانی) این روز به عنوان روز مادر نیز جشن گرفته می‌شود و کودکان نیز هدایای کوچکی به مادر و مادربزرگ خود می‌دهند. در جمهوری سوسیالیستی چکسلواکی، سالانه جشن‌های بزرگی به سبک شوروی برگزار می‌شد. پس از سقوط کمونیسم، تعطیلات، که عموماً به عنوان یکی از نمادهای اصلی رژیم قدیم در نظر گرفته می‌شد، در هاله ای از ابهام فرورفت. روز جهانی زنان به پیشنهاد سوسیال دموکرات‌ها و کمونیست‌ها توسط پارلمان جمهوری چک در سال 2004 به عنوان یک «روز مهم» رسمی دوباره برقرار شد.
روز جهانی زنان به‌طور گسترده در فرانسه به عنوان Journée Internationale des Femmes جشن گرفته می‌شود. در ایتالیا، این تعطیلات توسط مردانی که میموزاهای زرد به زنان می‌دهند، برگزار می‌شود.
در ایالات متحده، بیاتا پازنیاک بازیگر و فعال حقوق بشر با شهردار لس آنجلس و فرماندار کالیفرنیا برای لابی کردن اعضای کنگره ایالات متحده برای پیشنهاد تعطیلات رسمی همکاری کرد. در فوریه ۱۹۹۴، روز ۸ مارس آن سال به عنوان روز جهانی زنان معرفی شد. این لایحه متعاقباً به کمیسیون پست و خدمات ملکی مجلس نمایندگان ارجاع شد و همچنان در آن باقی ماند. در پاکستان، راهپیمایی اورات از سال ۲۰۱۸، زن ستیزی را به چالش کشیده است.
چندین کشور از جمله اروگوئه، اسپانیا، ایتالیا، فرانسه و الجزایر، میدان‌ها یا مکان‌های عمومی دیگری به نام روز جهانی زنان دارند.

### در ایران

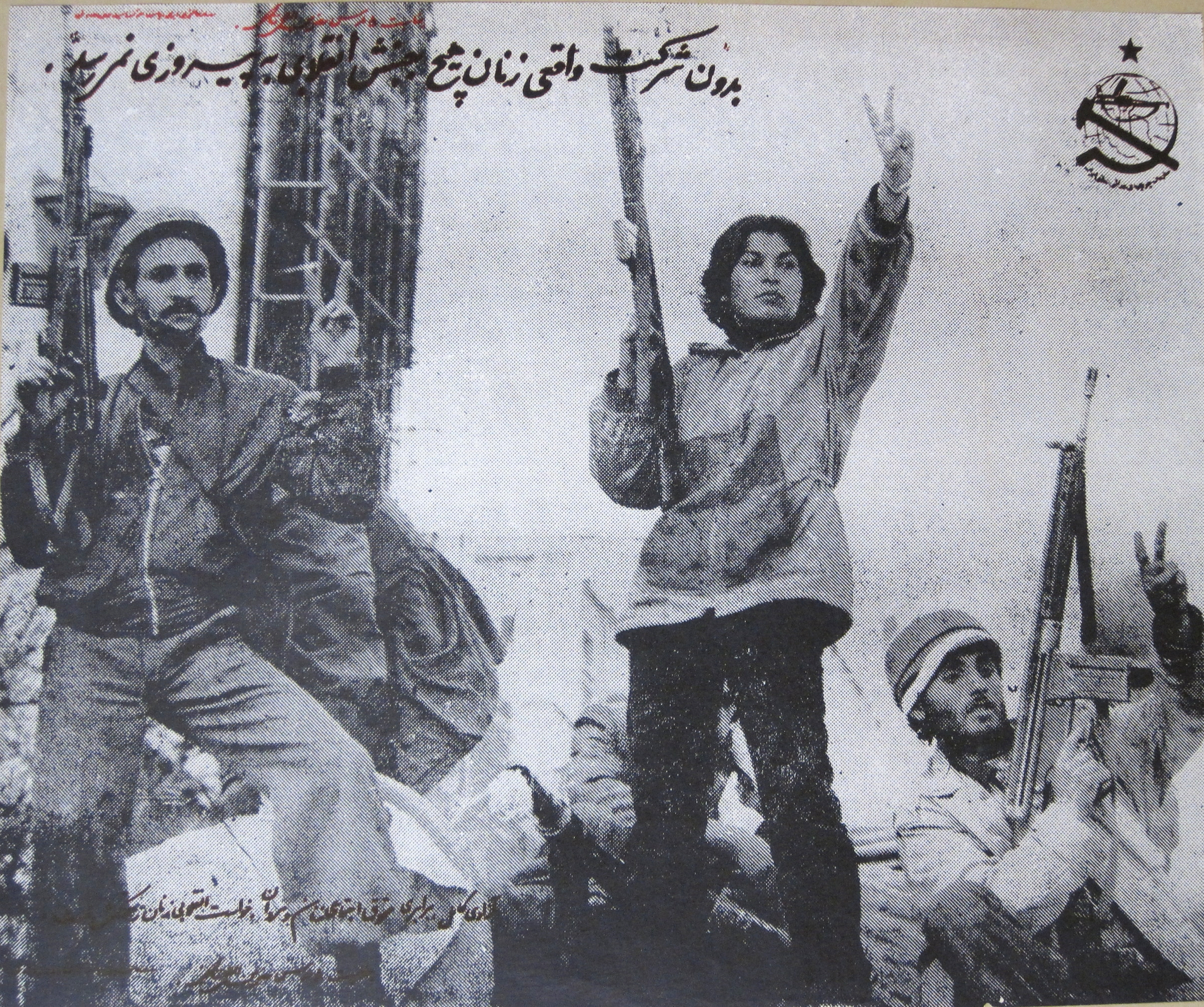
پوستر سازمان چریک‌های فدایی خلق ایران برای روز جهانی زن

هشتم مارس در ایران توسط حکومت به عنوان روز جهانی زنان به رسمیت شناخته نمی‌شود. فعالانی که برای تحقق حقوق زنان بر اساس معیارهای جهانی تلاش می‌کنند مورد آزار و تعقیب کیفری قرار می‌گیرند.

## موضوعات رسمی سازمان ملل متحد
| سال  | موضوع سازمان ملل متحد                                                   |
| ---- | ----------------------------------------------------------------------- |
| ۱۹۹۶ | بزرگداشت گذشته، برنامه‌ریزی برای آینده                                   |
| ۱۹۹۷ | زنان و میز صلح                                                          |
| ۱۹۹۸ | زنان و حقوق بشر                                                         |
| ۱۹۹۹ | جهانی عاری از خشونت علیه زنان                                           |
| ۲۰۰۰ | زنان متحد برای صلح                                                      |
| ۲۰۰۱ | زنان و صلح: زنانی که درگیری‌ها را مدیریت می‌کنند                          |
| ۲۰۰۲ | زنان افغان امروز: واقعیت‌ها و فرصت‌ها                                     |
| ۲۰۰۳ | برابری جنسیتی و اهداف توسعه هزاره                                       |
| ۲۰۰۴ | زنان و اچ آی وی / ایدز                                                  |
| ۲۰۰۵ | برابری جنسیتی فراتر از ۲۰۰۵; ساختن آینده ای امن تر                      |
| ۲۰۰۶ | زنان در تصمیم‌گیری                                                       |
| ۲۰۰۷ | پایان دادن به تبرئه خشونت علیه زنان و دختران                            |
| ۲۰۰۸ | سرمایه‌گذاری روی زنان و دختران                                           |
| ۲۰۰۹ | اتحاد زنان و مردان برای پایان دادن به خشونت علیه زنان و دختران          |
| ۲۰۱۰ | حقوق برابر، فرصت‌های برابر: پیشرفت برای همه                              |
| ۲۰۱۱ | دسترسی برابر به آموزش، و علم و فناوری: مسیری برای کار شایسته زنان       |
| ۲۰۱۲ | توانمندسازی زنان روستایی، پایان دادن به فقر و گرسنگی                    |
| ۲۰۱۳ | یک وعده یک وعده است: زمان اقدام برای پایان دادن به خشونت علیه زنان      |
| ۲۰۱۴ | برابری برای زنان پیشرفت برای همه است                                    |
| ۲۰۱۵ | توانمندسازی زنان، توانمندسازی بشریت: آن را تصور کنید!                   |
| ۲۰۱۶ | سیاره ۵۰–۵۰ تا سال ۲۰۳۰: برای برابری جنسیتی گام بردارید                 |
| ۲۰۱۷ | زنان در جهان در حال تغییر کار: سیاره ۵۰–۵۰ تا سال ۲۰۳۰                  |
| ۲۰۱۸ | زمان فرا رسیده است: فعالان روستایی و شهری که زندگی زنان را متحول می‌کنند |
| ۲۰۱۹ | برابر فکر کنید، هوشمندانه بسازید، برای تغییر نوآوری کنید                |
| ۲۰۲۰ | "من برابری نسل هستم: تحقق حقوق زنان"                                    |
| ۲۰۲۱ | زنان در رهبری: دستیابی به آینده ای برابر در جهان کوید-۱۹                |
| ۲۰۲۲ | برابری جنسیتی امروز برای فردای پایدار                                   |

## نگارخانه

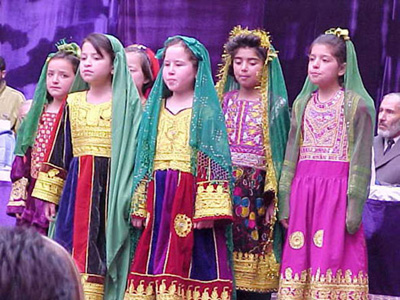
افغانستان، ۲۰۰۲، مراسمی در وزارت امور زنان، با یاریِ نمایندگی ایالات متحده آمریکا برای توسعه بین‌المللی.
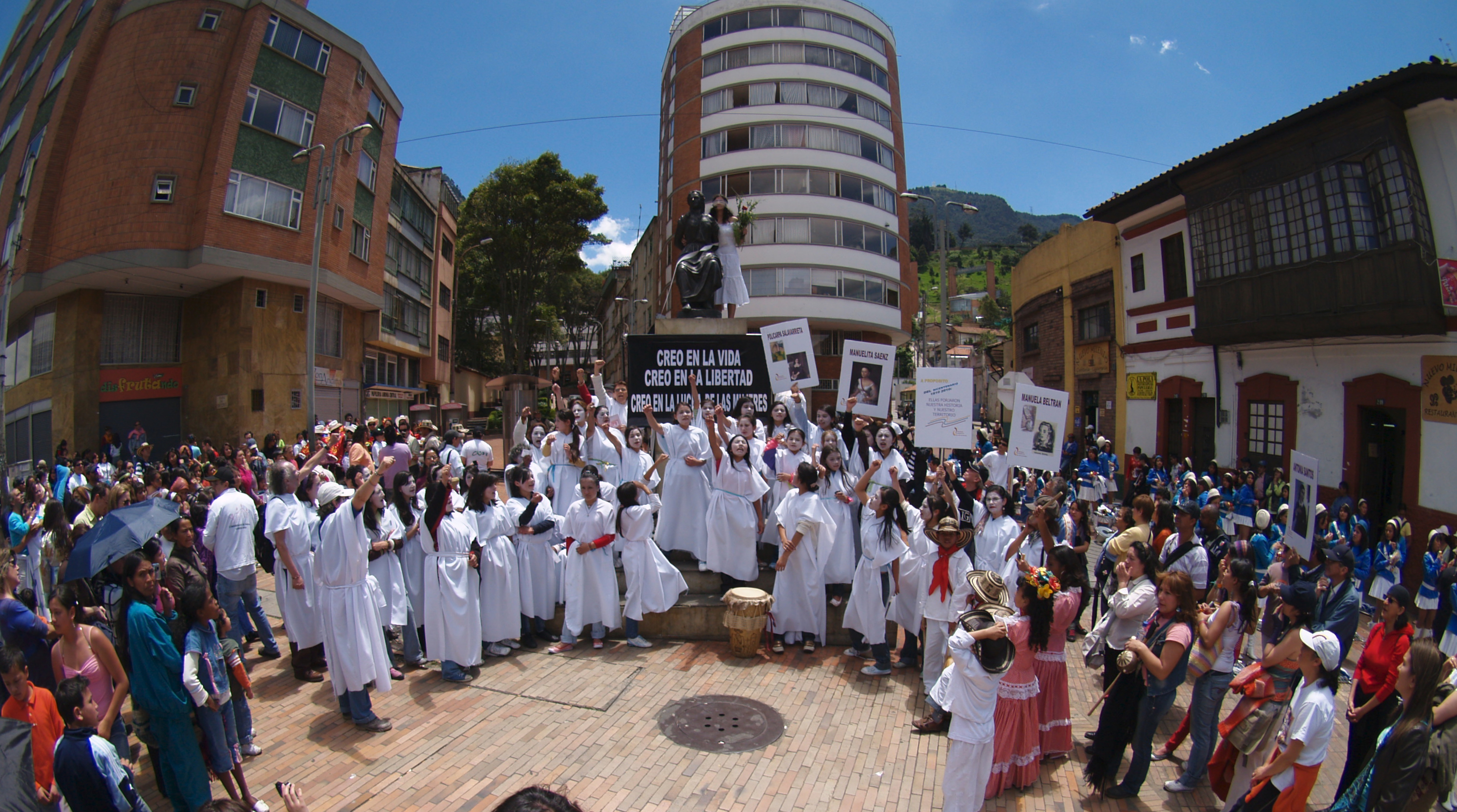
بوگوتا، کلمبیا، ۲۰۰۹.
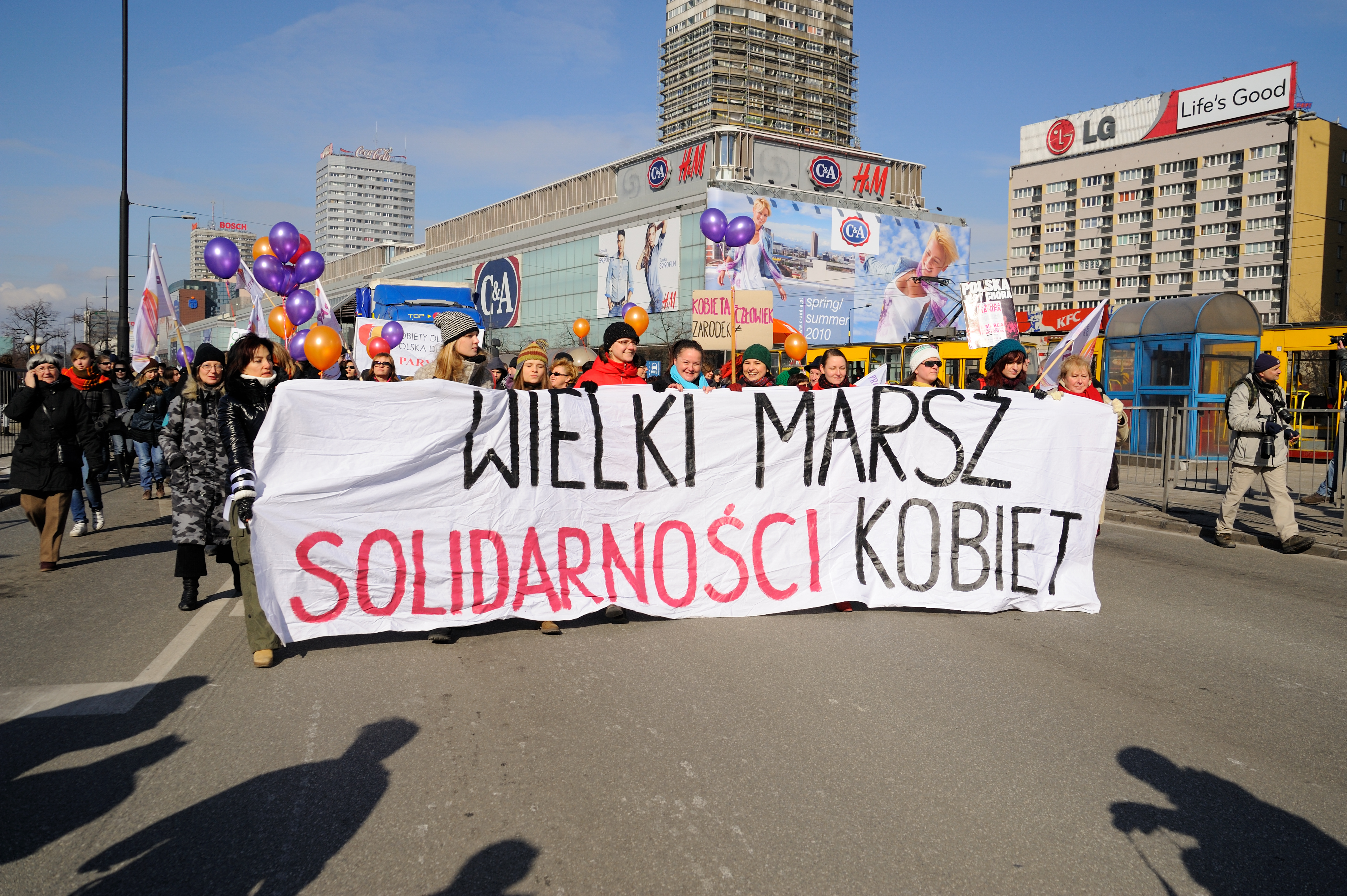
ورشو، لهستان، ۲۰۱۰.
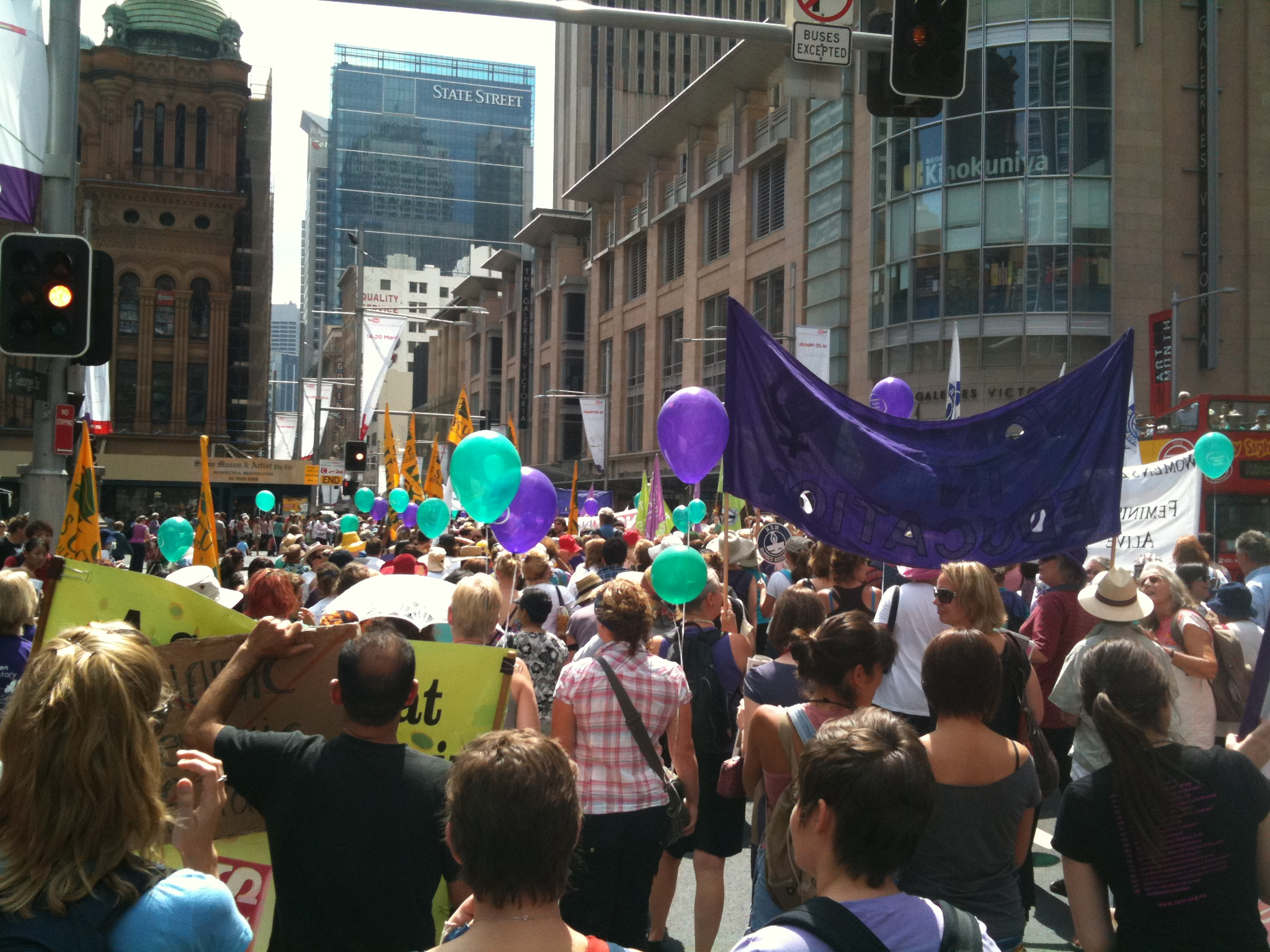
سیدنی، استرالیا، ۲۰۱۱.
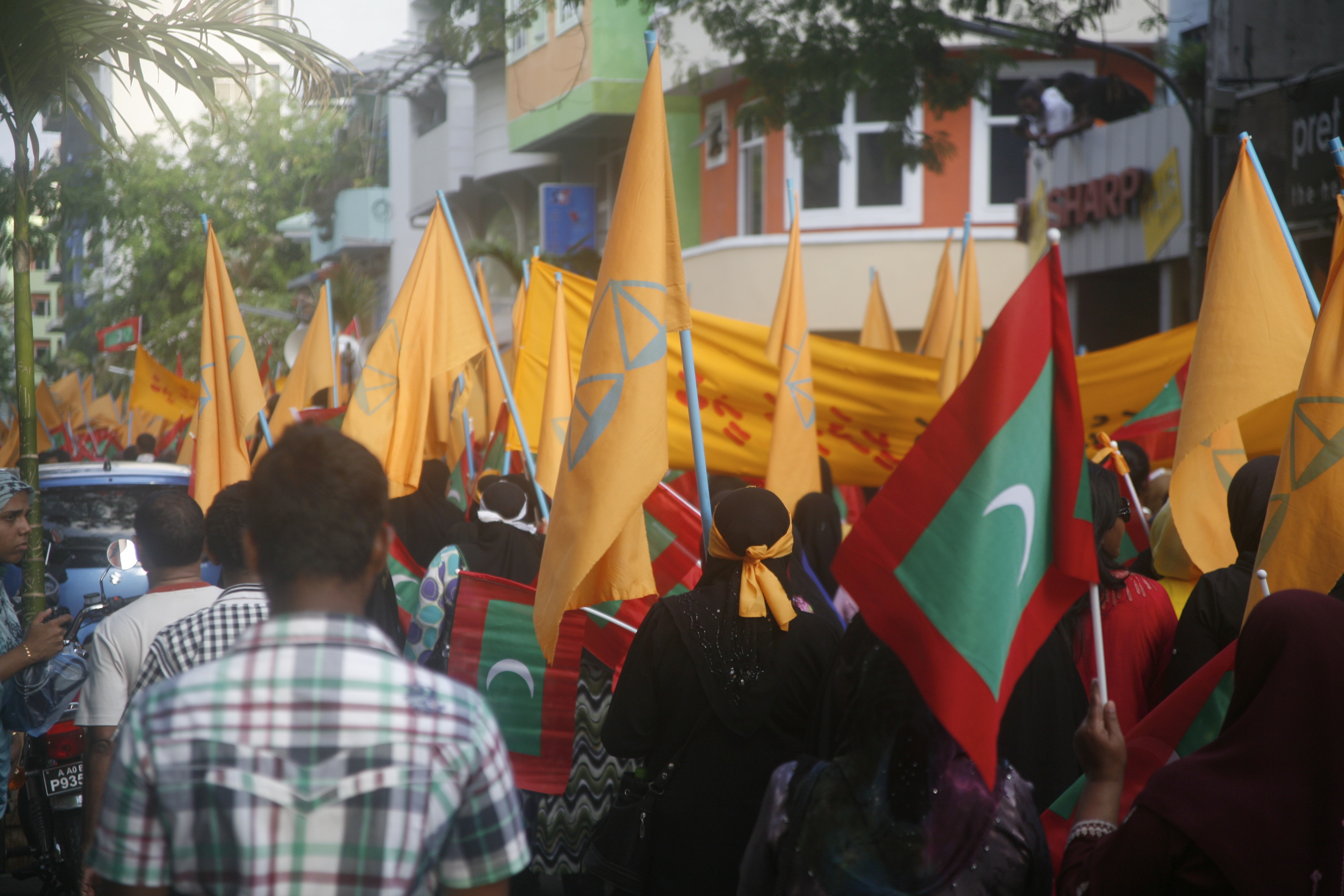
مالدیو، ۲۰۱۲.
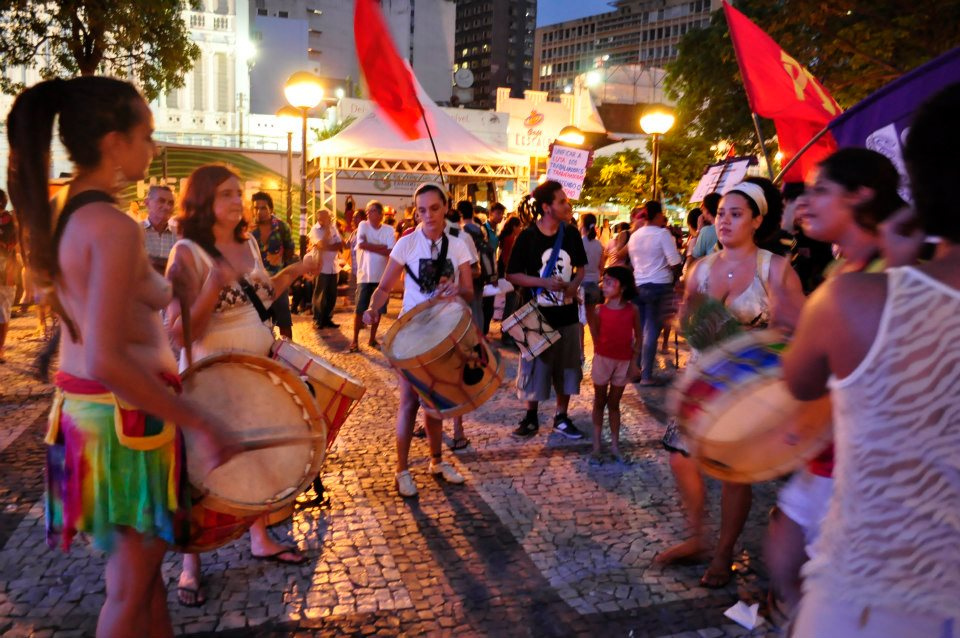
برزیل، ۲۰۱۳.